# Uśmiechnij się (film)
Uśmiechnij się (ang. Smile) – amerykański horror z 2022 roku w reżyserii Parkera Finna. W głównych rolach wystąpili Sosie Bacon, Jassie T. Usher i Kyle Gallner. Film miał premierę 22 września 2022 roku.

## Fabuła
Doktor Rose Cotter pracuje w szpitalu na oddziale psychiatrycznym. Pewnego dnia jedna z pacjentek popełnia przy niej makabryczne samobójstwo. Po tym zdarzeniu Rose zaczyna doświadczać niewyjaśnionych zjawisk paranormalnych, które z czasem nabierają do tego stopnia, że uniemożliwiają jej codzienne funkcjonowanie. Wówczas kobieta zmuszona jest przeprowadzić własne śledztwo w związku ze zdarzeniem, do którego doszło oraz uporać się ze swoją traumatyczną przeszłością.

## Obsada
- Sosie Bacon jako Rose Cotter
- Jessie T. Usher jako Trevor
- Kyle Gallner jako Joel
- Robin Weigert jako dr Madeline Northcott
- Caitlin Stasey jako Laura Weaver
- Kal Penn jako dr Morgan Desai
- Rob Morgan jako Robert Talley
- Judy Reyes jako Victoria Munoz
- Gillian Zinser jako Holly
- Jack Sochet jako Carl Renken
- Nick Arapoglou jako Greg[1]

## Odbiór

### Box office
Film Uśmiechnij się zarobił 103 miliony dolarów w Stanach Zjednoczonych i Kanadzie oraz 107 milionów dolarów w pozostałych państwach; łącznie 210 milionów dolarów.

### Reakcja krytyków
Film spotkał się z pozytywną reakcją krytyków. W agregatorze recenzji Rotten Tomatoes 79% z 174 recenzji uznano za pozytywne. Z kolei w agregatorze Metacritic średnia ważona ocen z 32 recenzji wyniosła 68 punktów na 100.